# Shichinohe, Aomori
Shichinohe (七戸町 Shichinohe-machi) là thị trấn thuộc huyện Kamikita, tỉnh Aomori, Nhật Bản. Tính đến ngày 1 tháng 10 năm 2020, dân số ước tính thị trấn là 14.556 người và mật độ dân số là 43 người/km2. Tổng diện tích thị trấn là 337,23 km2.